# O Bebedor de absinto (Manet)
O Bebedor de absinto (Le Buveur d'absinthe) é uma pintura do pintor francês Manet de 1859. É a primeira obra original do artista, ainda jovem na época. O estilo claramente realista e prosaico da tela representa simbolicamente uma verdadeira ruptura com a formação recebida por Manet do seu antigo mestre, Thomas Couture. Há também a influência muito forte da pintura espanhola, especialmente de Velasquez e do seu quadro Menipo.
O caracter audacioso deste trabalho permitiu convencer Baudelaire do talento de seu jovem amigo.

## Apresentação da obra pelo Museu
Na página do museu Ny Carlsberg Glyptotek, a cujo acervo pertence esta obra de Manet, faz-se a seguinte apreciação da obra:
"Retratos de corpo inteiro eram tradicionalmente reservados para membros da aristocracia e da realeza, mas Manet substituiu-os com algo tão duvidoso como um vagabundo bêbado. Ironicamente, este homem veste uma capa e uma cartola como se pertencesse aos escalões superiores da sociedade.
Manet foi de grande importância para o avanço moderno na arte figurativa com motivos tais como este e porque a sua técnica de pintura era radicalmente diferente dos ideais oficiais do tempo.
Em vários pontos a superfície da pintura não é lisa e as pinceladas individuais são visíveis, as sombras na parede não são consistentes com a figura e as pernas estão ligadas ao seu corpo de forma curiosa."